# Szürke bambuszmaki

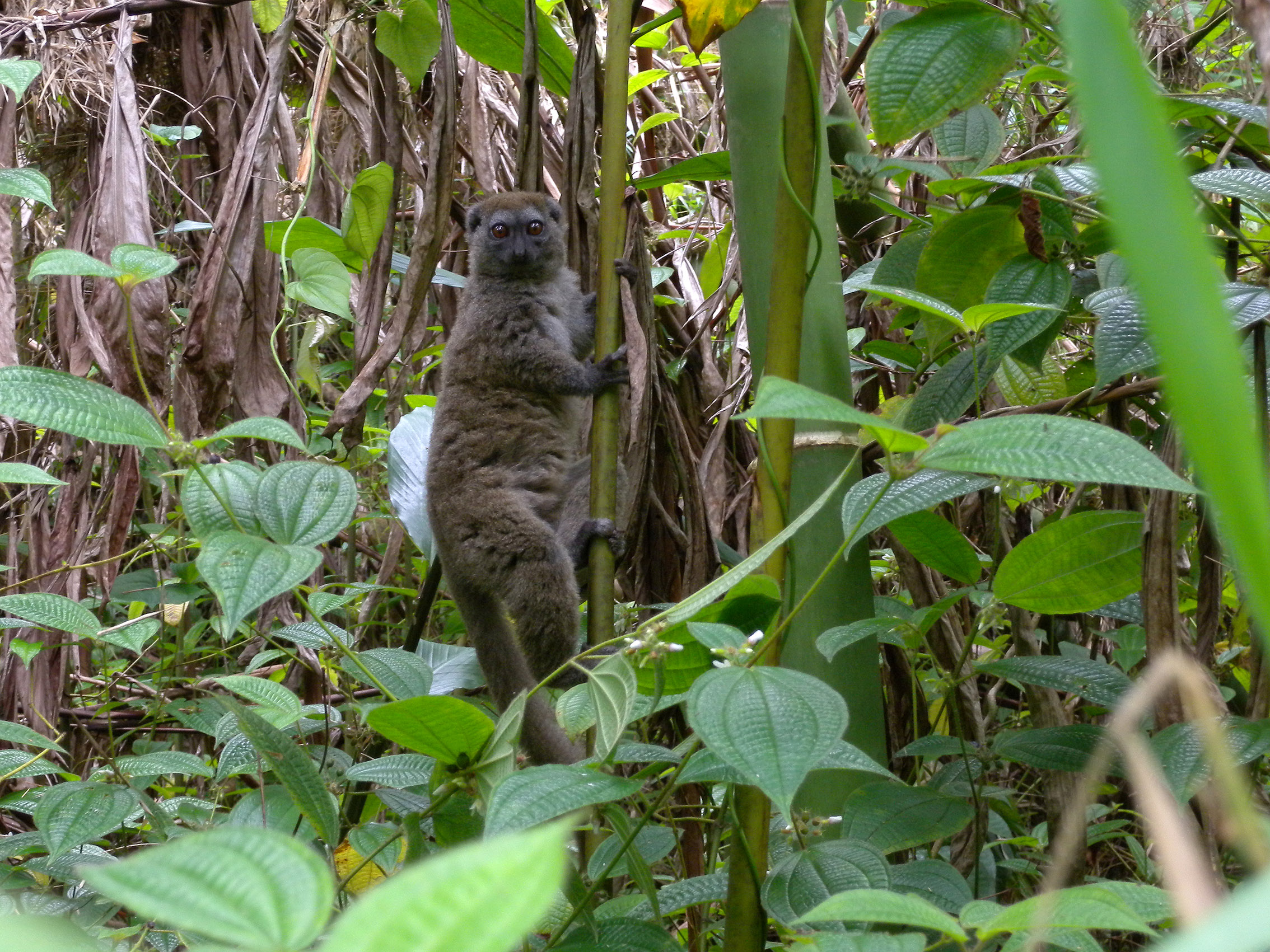

A szürke bambuszmaki (Hapalemur griseus) az emlősök (Mammalia) osztályába, a főemlősök (Primates) rendjébe és a makifélék (Lemuridae) családjába tartozó faj.

## Rendszertani besorolása
Az Alaotra-tavi bambuszmakit (Hapalemur alaotrensis) egykor a szürke bambuszmaki alfajának tartották, ma már sokan külön fajnak tekintik.

## Előfordulása
Madagaszkár szigetének keleti részén honos, de előfordul még a szigetország nyugati részén is. Természetes élőhelye a bambuszerdők.

## Megjelenése
A szürke bambuszmaki fejtest hossza 24–30 cm, a farokhossza 32–40 cm, hosszabb, mint az állat teste. Testtömege 0,75-1,05 kg. Szőrzete felül szürke, vagy olíva szürke, fején, vállán a szőrzet vörösesbarna.

## Életmódja
Ezek a főemlősök elsősorban nappal és szürkületkor aktívak, de néha éjszaka is hallani lehet a hangját. 2-7 (néha akár tizenkettő) egyedből álló csoportban él. A csapat territóriuma 15-20 hektáros, mirigyes váladékával jelöli területét.
Természetes ellenségei a fossza, a ragadozó madarak és kígyók, mint például a madagaszkári boa.
A szürke bambuszmaki étrendjének 80%-át a bambusz teszi ki, ebből inkább a fiatal leveleket, hajtásokat és a csontvelőt fogyasztják. Fogyasztanak más leveleket, gyümölcsöket, rügyeket és néha gombákat is.

## Szaporodása
A 140 napig tartó vemhesség vége októberben és novemberben van, akkor egy kölyköt ellik a nőstény. Először az anyaállat száján a kölykét viszi, azután az anyja hátán "lovagol". A kölyök hathetesen már bambuszt is eszik, négy hónaposan sor kerül az elválasztásra. A legtovább élt ismert példány a fogságban élt 17 évig.

## Természetvédelmi állapota
A szürke bambuszmakit leginkább a vadászat, másrészt pedig az élőhelyének elvesztése, az erdőirtások és a bambuszerdő felégetése. A Természetvédelmi Világszövetség becslése szerint a populáció az elmúlt 27 évben több mint 30%-kal csökkent, a fajt a sebezhető kategóriába sorolják.

## Fordítás
- Ez a szócikk részben vagy egészben  az   Östlicher Bambuslemur című német Wikipédia-szócikk fordításán alapul.  Az eredeti cikk szerkesztőit annak laptörténete sorolja fel. Ez a jelzés csupán a megfogalmazás eredetét és a szerzői jogokat jelzi, nem szolgál a cikkben szereplő információk forrásmegjelöléseként.